# Schizostigma hirsutum
Schizostigma hirsutum là một loài thực vật có hoa trong họ Thiến thảo. Loài này được Arn. ex Meisn. miêu tả khoa học đầu tiên năm 1838.